# П'ятикутна біпіраміда
П'ятикутна біпіраміда (або дипіраміда) — третє тіло в нескінченному сімействі ізоедральних біпірамід. Кожна біпіраміда є двоїстим многогранником для однорідних призм.
Хоча тіло є ізоедральним, воно не є правильним, оскільки в деяких вершинах сходяться по чотири грані, в інших — по п'ять граней.

## Властивості

Сферична п'ятикутна біпіраміда

Якщо грані є правильними трикутниками, тіло є дельтаедром і многогранником Джонсона (J13, за Залгаллером — 2M3). Тіло можна розглядати як дві п'ятикутні піраміди (J2 = M3), з'єднані основами.
Многогранник Джонсона — це один із 92 строго опуклих многогранників, які мають правильні межі, але не є однорідними (тобто, вони не є правильними многогранниками, архімедовими тілами, призмами або антипризмами)..
П'ятикутна біпіраміда є 4-зв'язною, що означає, що потрібно видалити чотири вершини, щоб решта вершин не були зв'язними. Тіло є одним з чотирьох 4-зв'язних симпліційних добре покритих многогранників, що означає, що всі максимальні незалежні множини його вершин мають однаковий розмір. Інші три многогранники з такою властивістю — це правильний октаедр, кирпатий двоклиноїд і неправильний многогранник з 12 вершинами і 20 трикутними гранями.

## Пов'язані многогранники
П'ятикутна біпіраміда, dt{2,5}, належить до послідовності зрізань — повне зрізання, rdt{2,5}, зрізання, trdt{2,5} і альтернація (зрізання носів), srdt{2,5}:
Двоїстий многогранник п'ятикутної піраміди з правильними гранями (тіла Джонсона) — це п'ятикутна призма з 7 гранями — 5 прямокутних граней і 2 п'ятикутники.
| Двоїсте тіло п'ятикутної біпіраміди | Розгортка двоїстого тіла |
| ----------------------------------- | ------------------------ |
|                                     |                          |